# Sajram
Sajram (kaz. Сайрам), do XIII wieku Isfidżab – wieś w Kazachstanie (obwód turkiestański), na południu kraju, w pobliżu granicy z Uzbekistanem.
Jest ono jednym z najstarszych miast Kazachstanu, zamieszkanym nieprzerwanie od około 3 tysięcy lat. Należało ono kolejno do Samanidów, Karachanidów, Mongołów, Timurydów, chanatu Buchary i Kokandu, a od roku 1864 do Rosji. W mieście urodził się sufi Ahmad Jasawi (1106–1166).